# HIP 5158
HIP 5158は、くじら座の方角に約165光年の距離にある、10等級のK型主系列星である。この恒星は、太陽よりも小さく、表面温度、光度、質量が低い。また、金属量は太陽の5/4程度である。
| 太陽 | HIP 5158  |
| ---- | --------- |
| 太陽 | Exoplanet |

## 惑星系
2009年、ラ・シヤ天文台の高精度視線速度系外惑星探査装置による視線速度法の観測から、木星型惑星HIP 5158 bが周囲を公転しているのが発見された。
2011年には、ベイズ推定による視線速度の分析から、惑星が2つ存在することを強く示唆する結果が得られ、惑星HIP 5158 cが発見された。
| 名称 （恒星に近い順） | 質量               | 軌道長半径 （天文単位） | 公転周期 (日)       | 軌道離心率  | 軌道傾斜角 | 半径 |
| --------------------- | ------------------ | ----------------------- | ------------------- | ----------- | ---------- | ---- |
| b                     | ≥ 1.42 MJ          | 0.89                    | 345.72 ± 5.37       | 0.52 ± 0.08 | —          | —    |
| c                     | ≥ 15.04 ± 10.55 MJ | 7.70 ± 1.88             | 9,017.76 ± 3,180.74 | 0.14 ± 0.10 | —          | —    |